# Ruan Lingyu
Ruan Lingyu (en chino: 阮玲玉; Shanghái, 26 de abril de 1910 - 8 de marzo de 1935) fue una actriz china, famosa por sus roles en el cine mudo. Reconocida como una de las más prominentes estrellas del cine chino durante la década de 1930, se convertiría en un icono atemporal del cine chino tras su suicidio a la edad de 24 años.

## Primeros años
Nacida bajo el nombre de Ruan Fenggen en una familia de clase obrera en Shanghái, Ruan vino al mundo en un periodo tumultuoso de la historia china. Su padre, quién era un trabajador para la compañía británica Asiatic Petroleum Company, falleció cuando ella solo tenía seis años y su madre tuvo que sostenerla por su cuenta trabajando como criada. La madre de Ruan logró que su hija pudiese contar con una educación formal, pero no le permitió que diera detalles personales a sus compañeros de clase, por temor a la vergüenza que le podría traer el ser la hija de una sirvienta.

## Carrera

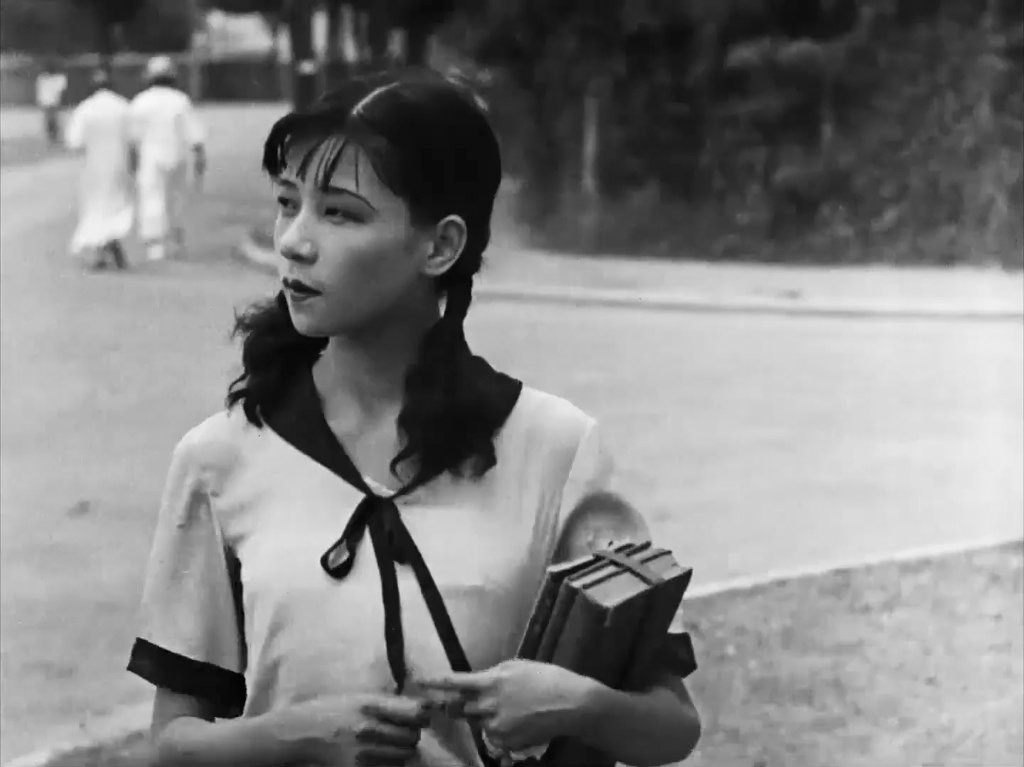
Ruan Lingyu de 20 años, en la película Amor y Deber.

En 1926, para ayudar a sostener el hogar, Ruan firmó un contrato con la prominente Mingxing Film Company, realizando su debut en pantalla con solo 16 años. La película, Una pareja casada sólo en nombre (掛名的夫妻/挂名的夫妻), estuvo dirigida por Bu Wancang. Dos años más tarde, se unió a la Da Zhonghua Baihe Company (大中華百合公司/大中华百合公司), con la que filmó seis películas. Su primer papel importante fue Sueño de Primavera de una Capital Vieja (故都春夢 o Reminiscencias de Pekín, 1930) la cual tuvo un éxito enorme en China; fue el primer trabajo importante de Ruan con la recién fundada Lianhua Film Company; en esta interpretaba a una prostituta de nombre Yanyan.
Ruan eventualmente se convertiría en la estrella más importante de Lianhua. Su trabajos más memorables vinieron después de 1931, empezando con el melodrama Amor y Deber (dirigido por Bu Wancang). Ruan había ganado gran popularidad gracias a una serie de roles protagónicos, y en 1933 fue elegida en segundo lugar en una encuesta organizada por la revista Star Daily (明星日報) como la "reina de las películas" en China. (Hu Die fue la ganadora). Empezando con Tres Mujeres Modernas (1932), Ruan comenzó a colaborar con un grupo de directores izquierdistas chinos.
En Los juguetes (1933), una película de Sun Yu, Ruan interpretó a una juguetera con una ardua vida. Su siguiente película, La Diosa (1934; dir: Wu Yonggang), es a menudo señalada como el pináculo del cine silente chino; Ruan retrata de forma empática a una prostituta y madre soltera que debe superar grandes dificultades. Más tarde ese mismo año, Ruan filmó su penúltima película, Mujeres Nuevas (dirigida por Cai Chusheng), en qué interpreta a una mujer educada forzada a morir por una sociedad despiadada. La película estuvo basada en la vida de la actriz Ai Xia, quién se había suicidado en 1934. Su última película, Aduana Nacional, fue estrenada poco después de su muerte.
Una copia de una de sus primeras películas, Amor y Deber (1931), dirigida por Bu Wancang, fue descubierta en Uruguay en 1994.

## Vida personal
A la edad de 16 años, Ruan conoció al que sería su esposo, Zhang Damin (张达民/張達民), familiar de los empleadores de la madre de Ruan. Zhang fue luego repudiado por su acaudalada familia debido a su actitud derrochadora y se convirtió en un adicto al juego, siendo sostenido por el sueldo de Ruan. Incapaz de tolerar la adicción de Zhang, Ruan se separó de él en 1933. Fue entonces que comenzó a convivir con Tang Jishan, un magnate del té. En 1935, Zhang interpuso una demanda contra Ruan buscando reparaciones por la infidelidad. Los tabloides aprovecharon esta oportunidad para airear la vida privada de Ruan, colocándola bajo una intensa presión pública.

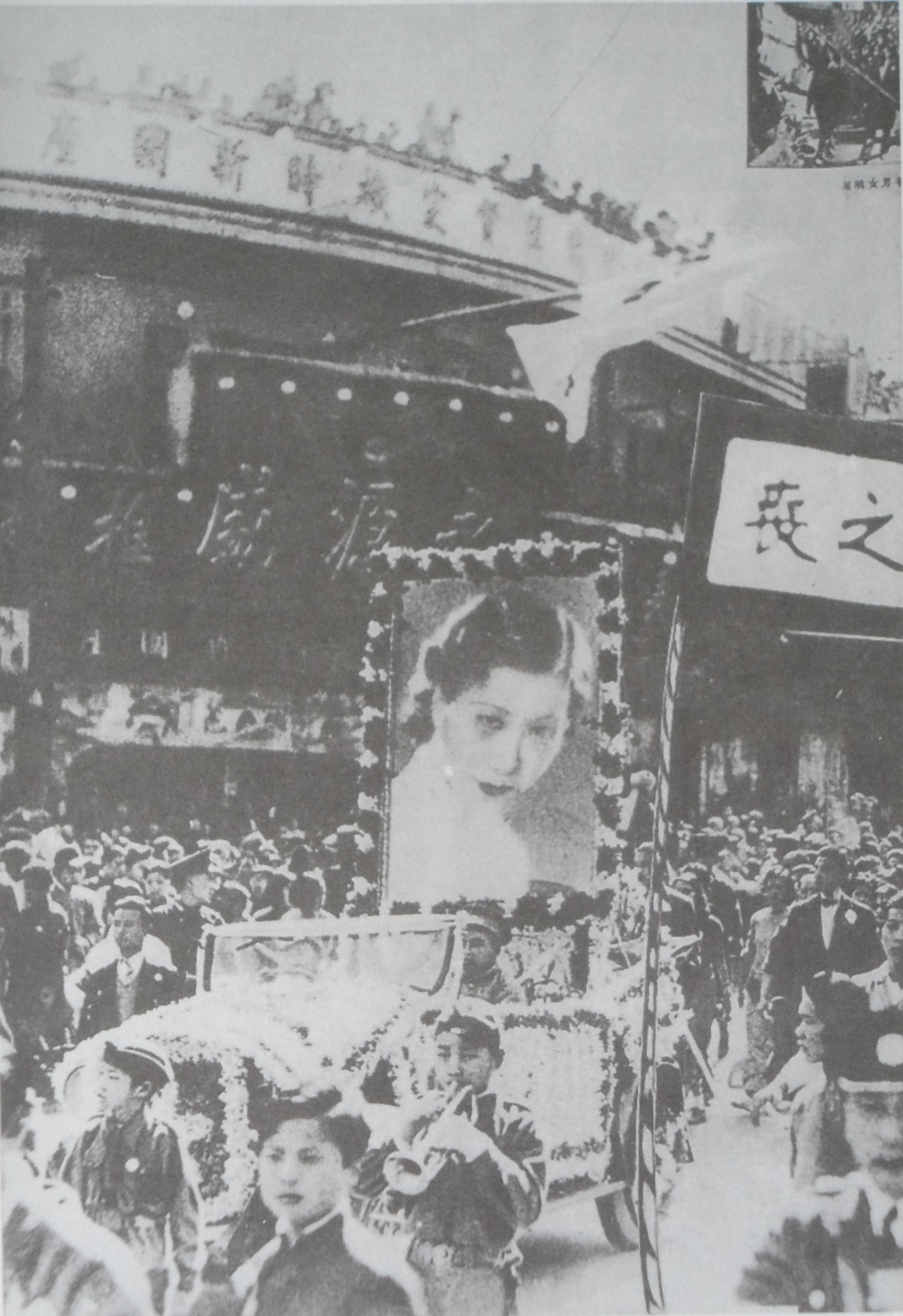
Cortejo fúnebre de Ruan Lingyu.

Después de terminar Nuevas mujeres, la vida personal de Ruan comenzó a colapsar. La película se estrenó en Shanghái en 1935. Cai Chusheng se encontraba bajo una enorme presión por parte de los reporteros de tabloides, quienes fueron extremadamente hostiles contra la producción debido a la representación negativa de la industria de la prensa sensacionalista en la película. Cai fue forzado a realizar cortes extensos en la película. Incluso después de aquello, la vida personal de Ruan seguía siendo atacada de manera inmisericorde por los paparazzi y su pleito con su primer marido, Zhang Damin, se convirtió en fuente de cobertura vengativa.

## Muerte
Agobiada por el escrutinio público y sus intensos problemas privados, Ruan se envenenó con una sobredosis de barbitúricos, en Shanghái el 8 de marzo de 1935, teniendo solo 24 años. Su nota de suicidio aparentemente contenía la línea "el chisme es una cosa temerosa" (人言可畏), aunque algunos investigadores recientes han dudado de la autenticidad de la nota (se sospecha que fue falsificada por Tang Jishan). El gran intelectual chino Lu Xun estuvo horrorizado por los detalles que rodearon la muerte de Ruan y escribió un ensayo titulado "El chisme es una cosa temerosa", denunciando a los tabloides.
Los investigadores recientes creen que su deteriorada relación con Tang Jishan pudo haber contribuido al suicidio de Ruan. Se cree que él pudo haberla maltratado físicamente en la noche de su suicidio. Su procesión funeraria incluyó una multitud a lo largo de 5 kilómetros con tres mujeres suicidándose durante el acontecimiento. The New York Times lo llamó "el funeral más espectacular del siglo".

## Legado
De acuerdo al cineasta británico Mark Cousins en su serie documental The Story of Film: An Odyssey, Ruan Lingyu ofreció el primer ejemplo de actuación realista libre del estilo melodramático típico de las interpretaciones de principios del siglo XX. Específicamente cita una escena en La Diosa, más tarde reproducida en Centre Stage, en que Ruan muestra «su fatiga, sus gestos poco ampulosos, su lenguaje corporal» de una manera natural.
En 1992, el director de Hong Kong Stanley Kwan realizó una película sobre su vida, Centre Stage, protagonizada por Maggie Cheung como Ruan. Cheung Ganó el premio a la mejor actriz del Festival de cine de Berlín.
En 2005, Jacklyn Wu Chien-lien interpretó a Ruan en una serie de televisión china sobre su vida. Ese mismo año la biografía, Ruan Ling-Yu: La Diosa de Shanghai por Richard J. Meyer, fue publicada por University of Hong Kong Press.

## Filmografía

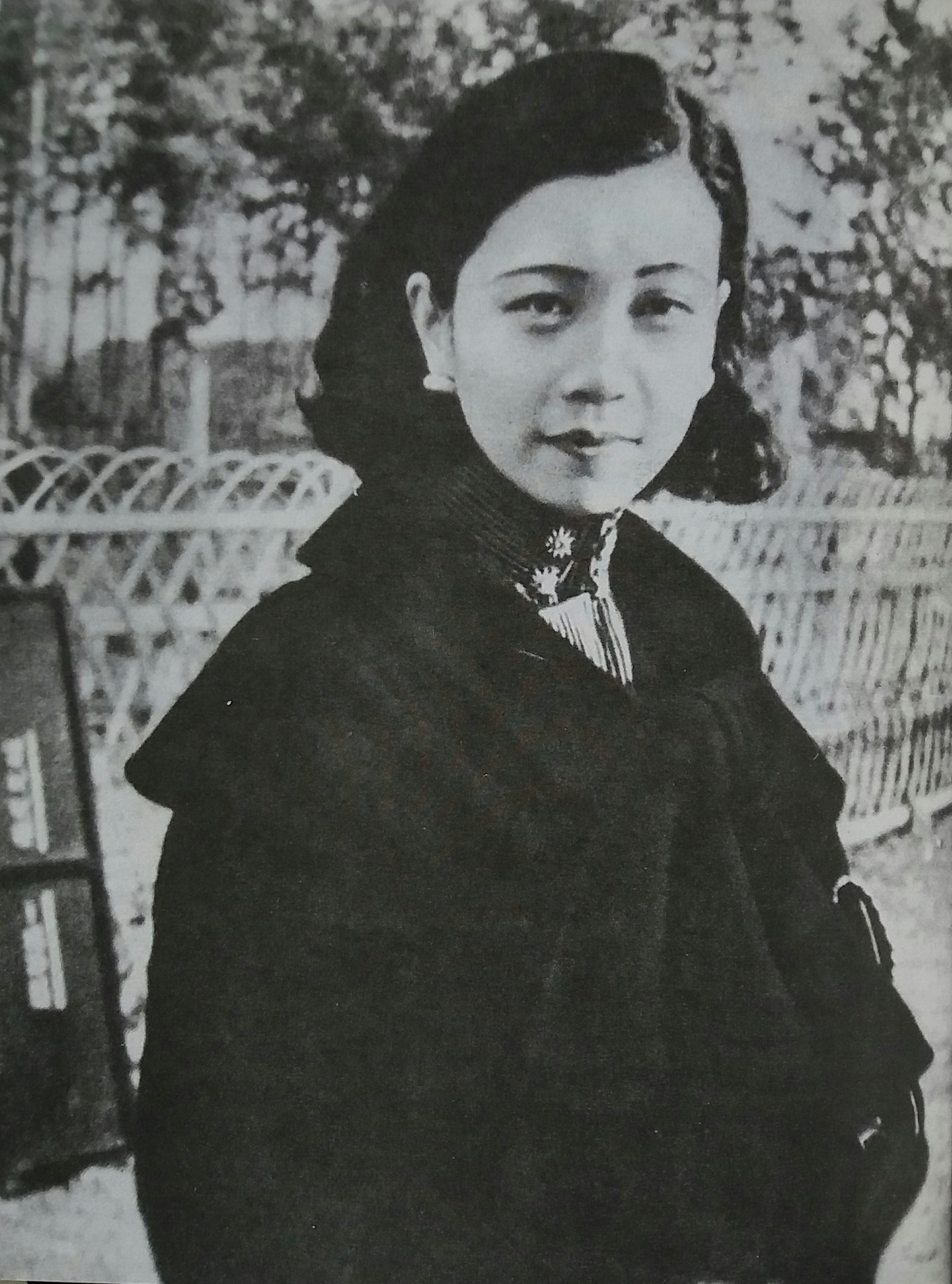
Ruan Lingyu en los años 1930.

| - A Married Couple in Name Only (掛名的夫妻, 1927) - Yang Xiao Zhen (楊小真, 1927) - The Tablet of Blood and Tears (血淚碑, 1927) - The Luoyang Bridge (蔡狀元建造洛陽橋, 1928) - The White Cloud Pagoda (白雲塔, 1928) - Zhen Zhu Guan (珍珠冠, 1929) - Qing yu bao jian (情欲寶鑑, 1929) - Jie hou gu hong (劫後孤鴻, 1929) - A Hit to the Nine-Dragon Mountain (大破九龍山, 1929) - Burning of the Nine-Dragon Mountain (火燒九龍山, 1929) - Flower Screen (銀幕之花, 1929) - Reminiscence of Peking (故都春梦, 1930) - Suicide Contract (自殺合同, 1930) - Wild Flowers (野草閒花, 1930) - Amor y Deber (戀愛與義務, 1931) | - A Spray of Plum Blossoms (一剪梅, 1931) - Peach Blossom Weeps Tears of Blood (桃花泣血記, 1931) - Yu Tang Chun (玉堂春, 1931) - Another Dream of the Capital (續故都春夢, 1932) - Three Modern Women (三个摩登女性, 1933) - Night in the City (城市之夜, 1933) - Los juguetes (小玩意, 1933) - Life (人生, 1934) - Coming Home (歸來, 1934) - Goodbye, Shanghai (再會吧，上海, 1934) - A Sea of Fragrant Snow (香雪海, 1934) - La Diosa (神女, 1934) - Nuevas mujeres (新女性, 1934) - National Customs (國風, 1935) |